# Callitrichia monticola
Callitrichia monticola là một loài nhện trong họ Linyphiidae.
Loài này thuộc chi Callitrichia. Callitrichia monticola được Albert Tullgren miêu tả năm 1910.